# Legends (série de televisão)
Legends foi uma série de televisão estadunidense transmitido pelo canal TNT desde 13 de agosto de 2014. Baseada no livro Legends: A Novel of Dissimulation escrito por Robert Littell. A Rede Globo exibiu em 15 a 27 de Junho de 2015.

## Enredo
Martin Odum é um agente disfarçado do FBI, que se transforma em uma pessoa diferente para cada caso. A "estranho misterioso" provoca-o a questionar sua sanidade.

## Elenco
- Sean Bean como Martin Odum[5]
- Ali Larter como Crystal McGuire
- Morris Chestnut como Tony Rice
- Tina Majorino como Maggie Harris
- Steve Harris como Nelson Gates
- Amber Valletta como Sonya Odum
- Mason Cook como Aiden Odum

## Episódios

### Primeira temporada
| Nº   | Título                  | Exibição original      |
| ---- | ----------------------- | ---------------------- |
| 1x01 | "Pilot"                 | 13 de agosto de 2014   |
| 1x02 | "Chemistry"             | 20 de agosto de 2014   |
| 1x03 | "Lords of War"          | 27 de agosto de 2014   |
| 1x04 | "Betrayal"              | 3 de setembro de 2014  |
| 1x05 | "Rogue"                 | 10 de setembro de 2014 |
| 1x06 | "Gauntlet"              | 17 de setembro de 2014 |
| 1x07 | "Quicksand"             | 24 de setembro de 2014 |
| 1x08 | "Iconoclast"            | 1 de outubro de 2014   |
| 1x09 | "Wilderness of Mirrors" | 8 de outubro de 2014   |
| 1x10 | "Identity"              | 8 de outubro de 2014   |

### Segunda temporada
No dia 4 de dezembro de 2014, a série foi renovada para uma segunda temporada de 10 episódios, programado para o ar em 2015.
| Nº   | Título                                  | Exibição original      |
| ---- | --------------------------------------- | ---------------------- |
| 2x01 | "The Legend of Dmitry Petrovich"        | 02 de novembro de 2015 |
| 2x02 | "The Legend of Kate Crawford"           | 09 de novembro de 2015 |
| 2x03 | "The Legend of Curtis Ballard"          | 23 de novembro de 2015 |
| 2x04 | "The Legend of Ilyana Zakayeva"         | 30 de novembro de 2015 |
| 2x05 | "The Legend of Terrence Graves"         | 07 de dezembro de 2015 |
| 2x06 | "The Legend of Tamir Zakayev"           | 14 de dezembro de 2015 |
| 2x07 | "The Second Legend of Dmitry Petrovich" | 21 de dezembro de 2015 |
| 2x08 | "The Legend of Doku Zakayev"            | 28 de dezembro de 2015 |
| 2x09 | "The Legend of Gabi Miskova"            | 28 de dezembro de 2015 |
| 2x10 | "The Legend of Alexei Volkov"           | 28 de dezembro de 2015 |

O canal TNT decidiu não renovar Legends no dia 15/12/15.A série teve duas temporadas com um total de vinte episódios produzidos, conquistou a média de 620 mil telespectadores na segunda temporada e 1 milhão na primeira.